# Shadwell (West Yorkshire)
Shadwell – wieś i civil parish w Anglii, w West Yorkshire, w dystrykcie metropolitalnym Leeds. W 2011 civil parish liczyła 1849 mieszkańców. Shadwell jest wspomniana w Domesday Book (1086) jako Scadewelle.